# Arequito
Arequito is een plaats in het Argentijnse bestuurlijke gebied Caseros in de provincie Santa Fe. De plaats telt 6 934 inwoners.